# Foyil
Foyil – miejscowość w Stanach Zjednoczonych, w stanie Oklahoma, w hrabstwie Rogers.